# Wijken en buurten in Goes
De Nederlandse gemeente Goes is voor statistische doeleinden onderverdeeld in wijken en buurten. De gemeente is verdeeld in de volgende statistische wijken:
- Wijk 01 Goes (CBS-wijkcode:066401)
- Wijk 02 Wilhelminadorp (CBS-wijkcode:066402)
- Wijk 03 Kloetinge (CBS-wijkcode:066403)
- Wijk 04 Kattendijke (CBS-wijkcode:066404)
- Wijk 05 's-Heer-Arendskerke (CBS-wijkcode:066405)
- Wijk 06 Eindewege (CBS-wijkcode:066406)
- Wijk 07 's-Heer-Hendrikskinderen (CBS-wijkcode:066407)
- Wijk 08 Wolphaartsdijk (CBS-wijkcode:066408)
- Wijk 09 Oud-Sabbinge (CBS-wijkcode:066409)

Een statistische wijk kan bestaan uit meerdere buurten. Onderstaande tabel geeft de buurtindeling met kentallen volgens het Centraal Bureau voor de Statistiek (2008):
| CBS-buurtcode | Buurtnaam                                              | Inwonertal | Opp. totaal (ha) | Opp. land (ha) | Ligging                |
| ------------- | ------------------------------------------------------ | ---------- | ---------------- | -------------- | ---------------------- |
| BU06640101    | Goes-Centrum                                           | 2080       | 52               | 47             | Locatie in de gemeente |
| BU06640102    | Goes-Oost                                              | 6100       | 129              | 129            | Locatie in de gemeente |
| BU06640103    | Goes-Zuid                                              | 4220       | 117              | 116            | Locatie in de gemeente |
| BU06640104    | Goes-West                                              | 3110       | 122              | 122            | Locatie in de gemeente |
| BU06640105    | Goes-Noordwest                                         | 6790       | 173              | 172            | Locatie in de gemeente |
| BU06640106    | Goes-Noordoost                                         | 1520       | 57               | 57             | Locatie in de gemeente |
| BU06640107    | Industrieterrein De Poel                               | 60         | 238              | 235            | Locatie in de gemeente |
| BU06640108    | Industrieterrein Haven                                 | 10         | 42               | 31             | Locatie in de gemeente |
| BU06640109    | Goese Meer                                             | 1020       | 190              | 141            | Locatie in de gemeente |
| BU06640110    | Overzuid                                               | 2000       | 103              | 102            | Locatie in de gemeente |
| BU06640200    | Wilhelminadorp                                         | 680        | 37               | 34             | Locatie in de gemeente |
| BU06640209    | Verspreide huizen Wilhelminadorp                       | 70         | 1028             | 1016           | Locatie in de gemeente |
| BU06640300    | Kloetinge                                              | 1680       | 91               | 91             | Locatie in de gemeente |
| BU06640301    | Oostmolenpark                                          | 1370       | 79               | 78             | Locatie in de gemeente |
| BU06640308    | Verspreide huizen in het Oosten                        | 100        | 549              | 545            | Locatie in de gemeente |
| BU06640309    | Verspreide huizen in het Zuiden                        | 40         | 110              | 110            | Locatie in de gemeente |
| BU06640400    | Kattendijke                                            | 360        | 19               | 18             | Locatie in de gemeente |
| BU06640409    | Verspreide huizen Kattendijke                          | 180        | 493              | 474            | Locatie in de gemeente |
| BU06640500    | 's-Heer-Arendskerke                                    | 1160       | 56               | 56             | Locatie in de gemeente |
| BU06640501    | De Schenge                                             | 100        | 714              | 689            | Locatie in de gemeente |
| BU06640509    | Verspreide huizen in het Westen                        | 60         | 523              | 520            | Locatie in de gemeente |
| BU06640600    | Eindewege                                              | 220        | 57               | 57             | Locatie in de gemeente |
| BU06640700    | 's-Heer-Hendrikskinderen                               | 1220       | 121              | 121            | Locatie in de gemeente |
| BU06640708    | Verspreide huizen noorden van 's-Heer-Hendrikskinderen | 120        | 296              | 294            | Locatie in de gemeente |
| BU06640709    | Verspreide huizen zuiden van 's-Heer-Hendrikskinderen  | 50         | 535              | 534            | Locatie in de gemeente |
| BU06640800    | Wolphaartsdijk                                         | 1690       | 77               | 77             | Locatie in de gemeente |
| BU06640809    | Verspreide huizen Wolphaartsdijk                       | 440        | 3441             | 3392           | Locatie in de gemeente |
| BU06640900    | Oud-Sabbinge                                           | 280        | 23               | 23             | Locatie in de gemeente |